# Bezzimyia ramicornis
Bezzimyia ramicornis är en tvåvingeart som beskrevs av Thomas Pape och Arnaud 2001. Bezzimyia ramicornis ingår i släktet Bezzimyia och familjen gråsuggeflugor.
Artens utbredningsområde är Ecuador. Inga underarter finns listade i Catalogue of Life.